# Vjalozero
Vjalozero (rusky Вялозеро) je jezero v Murmanské oblasti v Rusku. Leží na jihovýchodě Kolského poloostrova (Kandalakšský břeh) v nadmořské výšce 121 m. Má rozlohu 98,6 km².

## Pobřeží
Pobřeží je členité s velkým množstvím zálivů.

## Vodní režim
Zdrojem vody jsou převážně povrchová voda a atmosférické srážky. Zamrzá na konci října nebo v listopadu a rozmrzá ve druhé polovině května nebo v červnu. Z jezera odtéká řeka Vjala (levý přítok Umby).